# Eucharia bivittata
Eucharia bivittata là một loài bướm đêm thuộc phân họ Arctiinae, họ Erebidae.